# Franjo Arapović
Franjo Arapović (ur. 2 czerwca 1965 w Slipčići) – chorwacki koszykarz, srebrny medalista igrzysk olimpijskich w 1992 w Barcelonie, a także brązowy medalista igrzysk olimpijskich w 1988 w Seulu wraz z reprezentacją Jugosławii.
W swojej karierze grał m.in. w Cibonie Zagrzeb, Žalgirisie Kowno i KK Krka Novo mesto.

## Osiągnięcia
Na podstawie, o ile nie zaznaczono inaczej.
Drużynowe
- Mistrz:
  - Pucharu Europy Mistrzów Krajowych (1985, 1986)
  - Pucharu Europy Zdobywców Pucharów (1987, 1998)
  - Jugosławii (1984, 1985)
  - Chorwacji (1992, 1993)
  - Litwy (1997, 1998)
- Wicemistrz:
  - Chorwacji (1994)
  - Jugosławii (1986)
- Brąz Pucharu Europy Zdobywców Pucharów (1984, 1989)
- Zdobywca pucharu:
  - Jugosławii (1985, 1986, 1988)
  - Chorwacji (1994)

Reprezentacja
- Mistrz uniwersjady (1987)
- Wicemistrz:
  - olimpijski (1988, 1992)[3]
  - igrzysk śródziemnomorskich (1993)
- Brąz mistrzostw:
  - świata (1986)
  - Europy (1993)
  - Europy U–18 (1984)
- Uczestnik mistrzostw świata U–19 (1983 – 8. miejsce)